# 128 Nemesis
128 Nemesis (in italiano 128 Nemesi) è un grande e scuro asteroide della Fascia principale. Ha una composizione carboniosa e ruota piuttosto lentamente, impiegando circa un giorno e mezzo terrestre per completare un giro.
È il membro più grande della famiglia di asteroidi Nemesi, che porta quindi il suo nome.
Nemesis fu scoperto il 25 novembre 1872 da James Craig Watson dal Detroit Observatory dell'università del Michigan (USA) ad Ann Arbor. Fu individuato indipendentemente il 5 dicembre 1872 da Alphose Louis Nicolás Borrelly dalla città di Marsiglia.
Fu battezzato così in onore di Nemesi, una figura della mitologia greca, figlia della Notte e dell'Erebo e personificazione della vendetta degli dei.